# Революционное боливарианское движение — 200
Революционное боливарианское движение — 200 (исп. Movimiento Bolivariano Revolucionario - 200, MBR-200) — ультралевое военно-революционное движение, основанное Уго Чавесом 17 декабря 1982 года с целью содействовать победе идей Боливарианской революции в Венесуэле и во всей Латинской Америке.
4 февраля 1992 года члены движения во главе с Чавесом попытались осуществить военный переворот для свержения тогдашнего президента Венесуэлы Карлоса Андреса Переса, завершившийся неудачей. После многих лет внепарламентской деятельности, после интенсивной внутренней дискуссии, сопровождавшейся расколом, было принято решение об участии во всеобщих выборах 1998 года. Для этого движение было распущено и вместо него образована партия «Движение за Пятую республику».

## История
Предшественником Революционного боливарианского движения-200 было политическое движение «Освободительная армия венесуэльского народа» (исп. Ejército de Liberación del Pueblo de Venezuela, ELPV), созданное Чавесом в 1977 году. Долго оно не просуществовало. В 1982 году Чавес предпринимает новую попытку объединить противников существующего режима среди военных. Первыми членами нового движения были Уго Чавес, на тот момент начальник Отдела культуры Военной академии Венесуэлы, и его коллеги офицеры Фелипе Акоста Карлес и Хесус Урданета Эрнандес. Число «200» было добавлено в название в 1983 году, в память о 200-летии со дня рождения Симона Боливара.
Движение начиналось «скорее как политической кружок, чем подрывной заговор», но вскоре его члены начали задумываться о государственном перевороте. Чавес и его друзья активно вели деятельность по привлечению новых членов, среди которых был и Франциско Ариас Карденас, вступивший в РБД-200 в марте 1985 года.
Первые годы после своего освобождения в 1994 году Чавес выступал против участия в выборах, считая, что их результаты заранее предопределены, а само голосование служит лишь для легитимизации установленного порядка. Это привело к расколу в рядах возглавляемого им движения, в результате которого Чавеса покинул его давний соратник Франсиско Ариас Карденас. Некоторое время лидер РБД-200 рассматривал возможность ещё одной попытки государственного переворота. Позднее некоторые советники Чавеса, в частности, Луис Микилена, убедили его пересмотреть своё скептическое отношение к выборам, утверждая, что Чавес может выиграть настолько убедительно, что истеблишмент будет вынужден признать его победу.
Чавес сформировал команду психологов и социологов из числа преподавателей вузов и студентов, чтобы провести масштабное социологическое исследование. При их поддержке, рядовые члены Боливарианского движения опросили десятки тысяч людей по всей стране. Результаты показали, что 70 % опрошенных готовы поддержать кандидатуру Чавеса на пост президента, при этом 57 % сказали, что будут голосовать за него. На позицию Чавеса в отношении выборов повлияла и победа Ариаса Карденаса как кандидата партии «Радикальная причина» на выборах губернатора штата Сулия в декабре 1995 года. Несмотря на это, многие сторонники Чавеса были по прежнему против участия в выборах, что привело к длительной, в течение года, внутрипартийной дискуссии. Наконец, в апреле 1997 года, Национальный конгресс РБД-200 решив выдвинуть кандидатуру Чавеса на пост. В результате часть членов движения покинули его в знак протеста. В июле 1997 года Национальный избирательный совет зарегистрировал партию Движение за пятую республику, от прежнего названия пришлось отказаться, так как венесуэльское законодательство не разрешает партиям использовать имя Симона Боливара). Решение Чавеса баллотироваться на пост главы государства не вызвало большого интереса у международных СМИ, которые не считали Чавеса сильным кандидатом, так как опросы показывали невысокий, всего 8 %, уровень поддержки Чавеса.